# Leon Liebgold
Leon Liebgold (ur. 31 lipca 1910 w Krakowie, zm. 2 września 1993 w New Hope) – polski aktor żydowskiego pochodzenia, który zasłynął głównie z ról w przedwojennych żydowskich filmach i sztukach teatralnych w języku jidysz. Syn Basi i Załmana Liebgoldów.
Jest pochowany na Mount Hebron Cemetery.

## Filmografia
- 1939: Tevya
- 1939: Kol Nidre
- 1937: Dybuk
- 1936: Judel gra na skrzypcach